# 我们无处安放的青春
《我們無處安放的青春》（英語：The Lost Youth 或 We Have Nowhere to Place Youth）是2007年中國大陸出品的一部電視劇，共24集，由欢乐传媒集团有限公司、北京和爱嘉视广告有限公司和安徽电视台联合出品。导演沈严、监制陈道明，編劇分別為孙海军、秦雯、白泊、杜薇，演员包括佟大为、江一燕、张歆艺、罗珊珊、朱雨辰、冯鹏、赵子琪、陈道明等。
该剧根据吕挽的同名小说改编，故事講述李然、周蒙和杜晓彬三个人的爱情。

## 小說
- . 中國大陸: 北京十月文艺出版社. 2005-01-01: 307页 [2005]. ISBN 978-753-020-743-7 （中文）.

- . 中國大陸: 二十一世紀出版社. 2008-03-01: 321页 [2005]. ISBN 978-753-914-079-7 （中文）.

- . 臺灣: 二十一世紀出版社. 2009-05-05: 416页 [2005]. ISBN 978-986-846-997-6 （中文）.

## 外部連結
- 豆瓣电影上《我们无处安放的青春》的資料 （简体中文）